# Lista de deputados estaduais do Amapá da 1.ª legislatura
Esta é a lista de deputados estaduais do Amapá para a legislatura 1991–1995.

## Composição das bancadas
| Partido | Líder                    | Bancada | Posição      |
| ------- | ------------------------ | ------- | ------------ |
| PFL     | João Dias de Carvalho    | 6 / 24  | Governo      |
| PRN     | José Miranda Coelho      | 5 / 24  | Governo      |
| PL      | Antônio Pinheiro Teles   | 3 / 24  | Governo      |
| PDT     | Waldez Góes              | 3 / 24  | Oposição     |
| PTB     | Amiraldo Favacho         | 2 / 24  | Independente |
| PT      | Francisco de Sena Júnior | 2 / 24  | Oposição     |
| PSB     | Janete Capiberibe        | 2 / 24  | Oposição     |
| PSDB    | Sebastião Bala Rocha     | 1 / 24  | Independente |

## Deputados estaduais
| Número | Deputados estaduais eleitos | Partido | Votação | Percentual | Cidade onde nasceu | Unidade federativa |
| 12113  | Waldez Góes                 | PDT     | 1.414   | 1,33%      | Gurupá             | Pará               |
| 22222  | Nilde Santiago              | PL      | 1.409   | 1,33%      | Macapá             | Amapá              |
| 25110  | Nelson Salomão              | PFL     | 1.176   | 1,05%      | Santarém           | Pará               |
| 36121  | Milton Rodrigues            | PRN     | 1.113   | 1,01%      | Oiapoque           | Amapá              |
| 25111  | Adonias Trajano             | PFL     | 1.077   | 1,01%      | Afuá               | Pará               |
| 22102  | Manoel Brasil               | PL      | 1.077   | 1,01%      | Porto Grande       | Amapá              |
| 12103  | Lucas Barreto               | PDT     | 1.055   | 0,99%      | Macapá             | Amapá              |
| 25025  | Jefri Hippolyte             | PFL     | 1.038   | 0,97%      | Macapá             | Amapá              |
| 14123  | Amiraldo Favacho            | PTB     | 1.002   | 0,94%      | Calçoene           | Amapá              |
| 25122  | Regildo Salomão             | PFL     | 981     | 0,92%      | Ananindeua         | Pará               |
| 22119  | Antônio Teles               | PL      | 958     | 0,90%      | Macapá             | Amapá              |
| 40147  | Geraldo Rocha               | PSB     | 943     | 0,89%      | Macapá             | Amapá              |
| 40117  | Janete Capiberibe           | PSB     | 888     | 0,83%      | Amapá              | Amapá              |
| 12123  | Fran Júnior                 | PDT     | 871     | 0,82%      | Mazagão            | Amapá              |
| 36123  | Ricardo Soares              | PRN     | 864     | 0,81%      | São Caetano do Sul | São Paulo          |
| 36936  | Aluízio Gomes               | PRN     | 856     | 0,80%      | Macapá             | Amapá              |
| 13177  | Hildo Fonseca               | PT      | 854     | 0,80%      | Castanhal          | Pará               |
| 36640  | Félix Ramalho               | PRN     | 851     | 0,80%      | Macapá             | Amapá              |
| 25147  | Jarbas Gato                 | PFL     | 839     | 0,79%      | Oriximiná          | Pará               |
| 14000  | Daqueo Ribeiro              | PTB     | 831     | 0,78%      | Macapá             | Amapá              |
| 25130  | João Dias de Carvalho       | PFL     | 801     | 0,75%      | Chaves             | Pará               |
| 45645  | Sebastião Bala Rocha        | PSDB    | 719     | 0,67%      | Gurupá             | Pará               |
| 13613  | Francisco de Sena Júnior    | PT      | 718     | 0,67%      | Manaus             | Amazonas           |
| 36111  | José Miranda Coelho         | PRN     | 701     | 0,66%      | Macapá             | Amapá              |